# Mateusz Urbanowicz
Mateusz Urbanowicz (ur. 27 kwietnia 1992 w Gdańsku) – polski siatkarz, grający na pozycji atakującego. Wychowanek klubu LOTOS Trefl Gdańsk. Mistrz Młodej Ligi w sezonie 2012/2013 wraz z LOTOS Trefl Gdańsk. Od sezonu 2013/2014 zawodnik MKS Banimex Będzin.
Awansował wraz z MKS Banimex Będzin do PlusLigi i zdobył z nim czwarte miejsce w lidze.
Absolwent szkoły mistrzostwa sportowego nr 2 w Gdańsku.
Najlepiej punktujący zawodnik II ligi w sezonie 2014/2015.